# Ossuaire de Pasubio
Pour les articles homonymes, voir Ossuaire (homonymie).
La chapelle-ossuaire de Pasubio (en italien: Ossario del Pasubio), mieux connu comme l'ossuaire de Pasubio, est un monument dédié aux morts de la première guerre mondiale. Il est situé sur la colline de Bellavista, qui surplombe et domine le Val Leogra, sous la montagne Cornetto, à environ 2 km du Pian delle Fugazze. Le bâtiment est connecté à l'ancienne route nationale 46. L'emplacement qui a été choisi permet de voir les contours de l'ossuaire depuis toute la plaine de Vicence.
L'ossuaire de Pasubio, ainsi que ceux de Tonezza del Cimone, monte Grappa et Asiago apparaît dans l'une des parties des armoiries de la province de Vicence.

## Histoire et caractéristiques

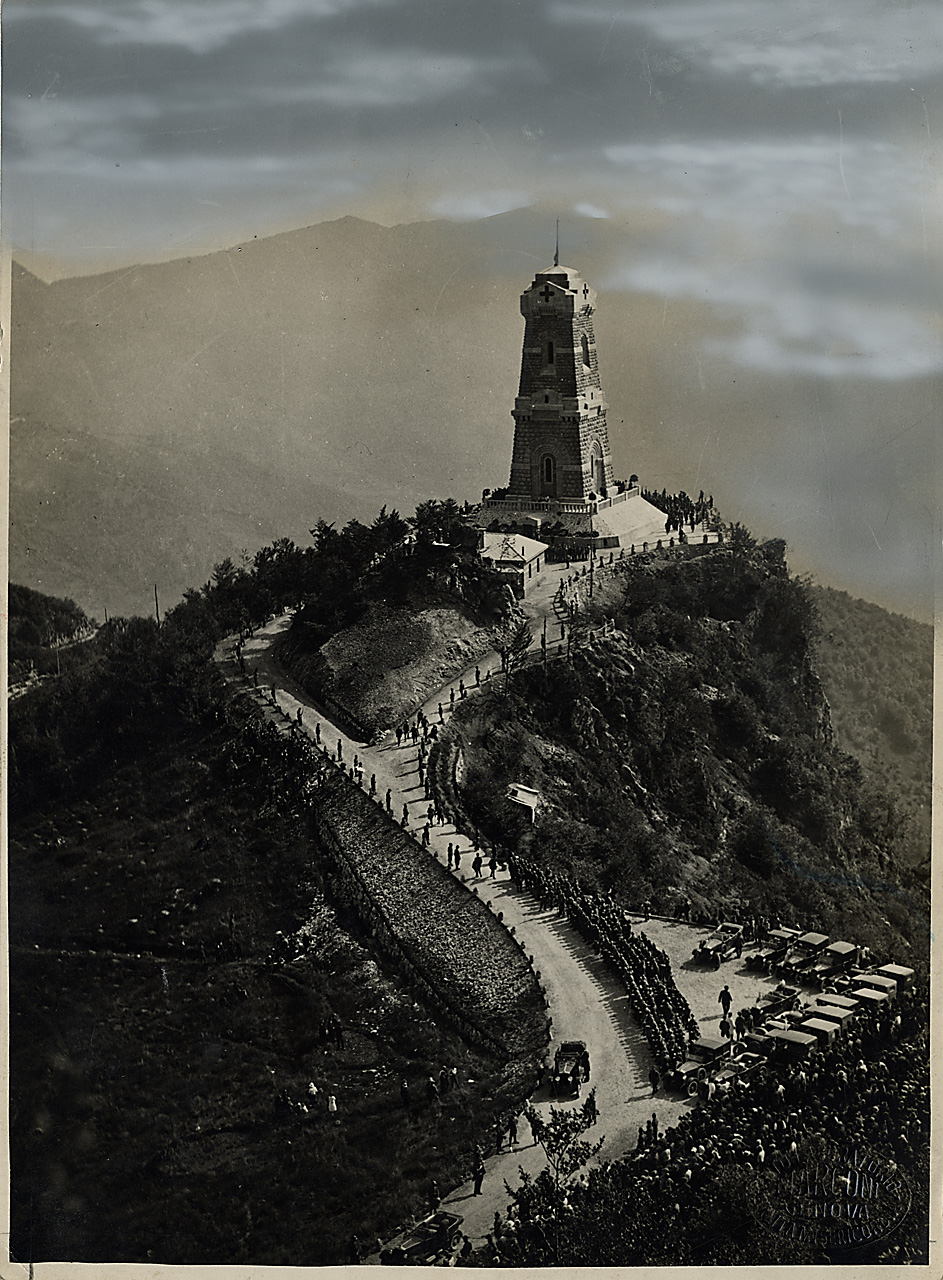
L'inauguration de l'ossuaire en 1926

L'ossuaire a été construit à 1 217 m de hauteur entre 1920 et 1926 à l'initiative de la Fondation 3 novembre 1918 pour les soldats de la 1re armée. Il a été inauguré le 29 août 1926.

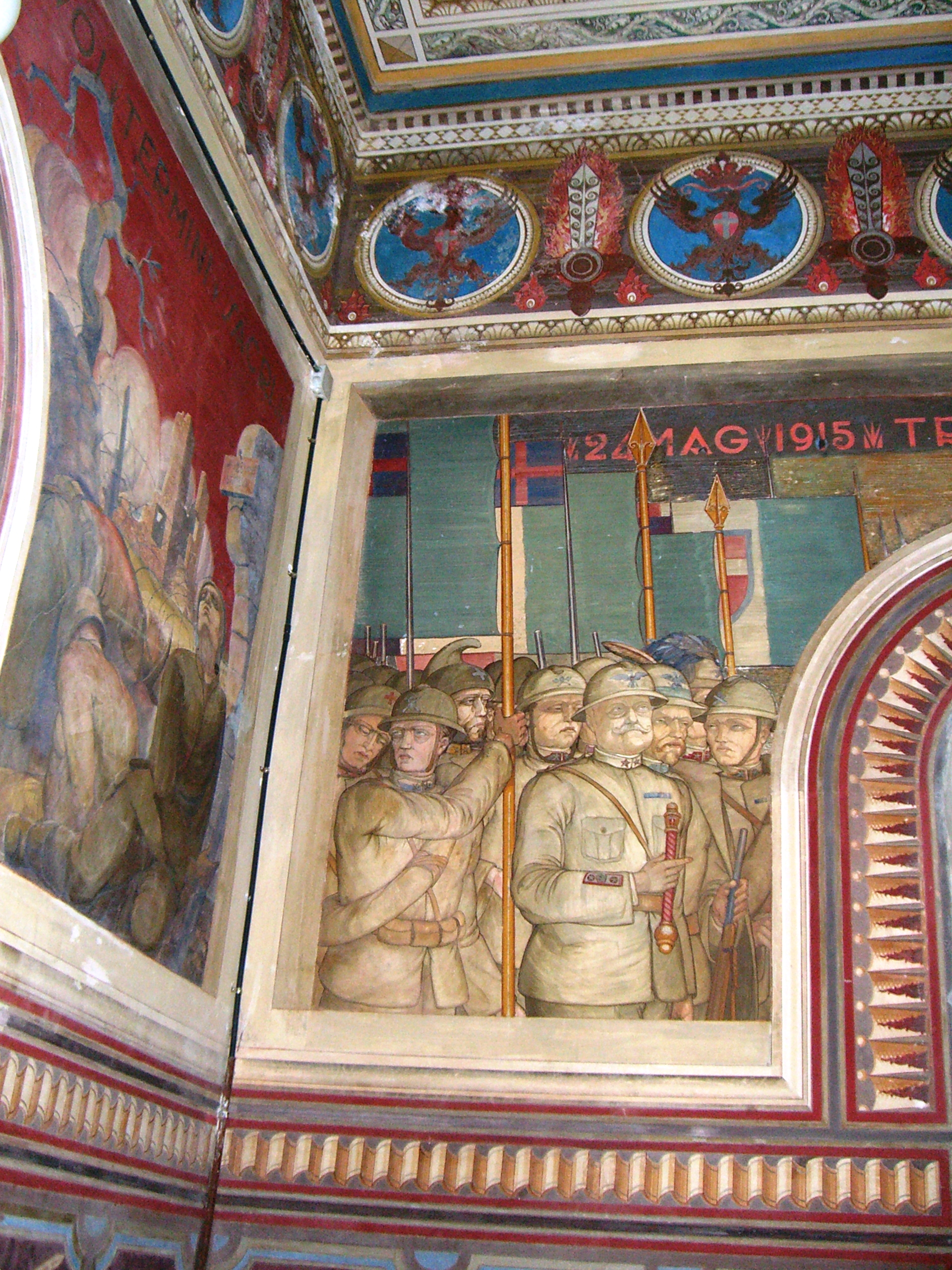
Détail des fresques de l'intérieur de l'ossuaire où Tito Chini représente le général Guglielmo Pecori Giraldi.

Le bâtiment est conçu par Ferruccio Chemello et décoré par Tito Chini et Umberto Bellotto. La forme ressemble à un phare de 35 mètres de haut, avec une lumière à son sommet.
Il se compose de deux parties: l'ossuaire et la chapelle. L'ossuaire, situé dans le sous-sol de la tour, comprend une crypte dans le milieu et deux galeries en cercles concentriques. Dans la crypte sont recueillis les restes de 70 soldats décorés de la médaille de la valeur militaire. Le corps du Général Guglielmo Pecori Giraldi, qui avait pris le commandement de l'armée à partir du 9 mai 1916 jusqu'à la victoire de novembre 1918, y repose aussi. La chapelle est située sur le côté opposé du monument, au sud, en haut d'un grand escalier qui mène à une terrasse avec balustrade qui entoure la tour. La petite chapelle est ornée de vitraux et de fresques.
La "Fondazione 3 Novembre 1918" (Fondation “le 3 novembre 1918”), commandé par Guglielmo Pecori Giraldi et dédiée à la mémoire des morts de la Grande Guerre, a érigé la Chapelle-ossuaire. La décoration intérieure a été confiée à Tito Chini, qui a également décoré les ossuaires de la guerre de Trévise, Schio, Vérone, Trente et le temple-ossuaire de Bassano del Grappa. L'inauguration de La chapelle-ossuaire de Pasubio a eu lieu le 29 août 1926, en présence du roi, et jusqu'à maintenant, le pèlerinage annuel en l'honneur et en mémoire de la Ire armée a encore lieu tous les ans. Guglielmo Pecori Giraldi est revenu sur la colline sacrée et a également exprimé le désir d'être enterré là-bas, comme cela s'est passé le 19 juillet 1953, lorsque le corps du général a été transféré à partir de la chapelle familiale de Pecori Giraldi dans la Villa Rimorelli à Borgo San Lorenzo, où il était resté depuis douze ans.
La chapelle se compose d'une grande tour pyramidale de 35 mètres de haut, construit de la même pierre de la montagne que les soldats avaient piétinés. À l'intérieur sont conservés les ossements des soldats récupérés dans la zone de  Pasubio.
L'épigraphe murale est composé de ces termes: 
« La Prima Armata

infranto due volte

l’orgoglio nemico

balzò

dal Pasubio al Brennero

assicurando all’Italia

i suoi termini sacri. »
« la Première Armée

a battu deux fois le fier ennemi

a sauté

du Pasubio à la Brennero

garantissant à l'Italie

une victoire finale sacrée. »
Dans le domaine de l'ossuaire il y a aussi un petit musée consacré à la première guerre mondiale, entièrement rénové et agrandi.

## Les tombes
L'ossuaire contient les restes de 5.146 soldats italiens et de 40 soldats autrichiens qui sont morts pendant la première guerre mondiale sur le mont Pasubio. Les os des morts sont conservés et visibles dans plusieurs vitrines.

## Les commémorations
Chaque année, le dernier dimanche de juin, il y a une célébration à la mémoire des soldats tombés au combat lors de la bataille la plus sanglante qui a eu lieu à proximité du massif, le 2 juillet 1916.